# 프랜시스 윌리엄 애스턴

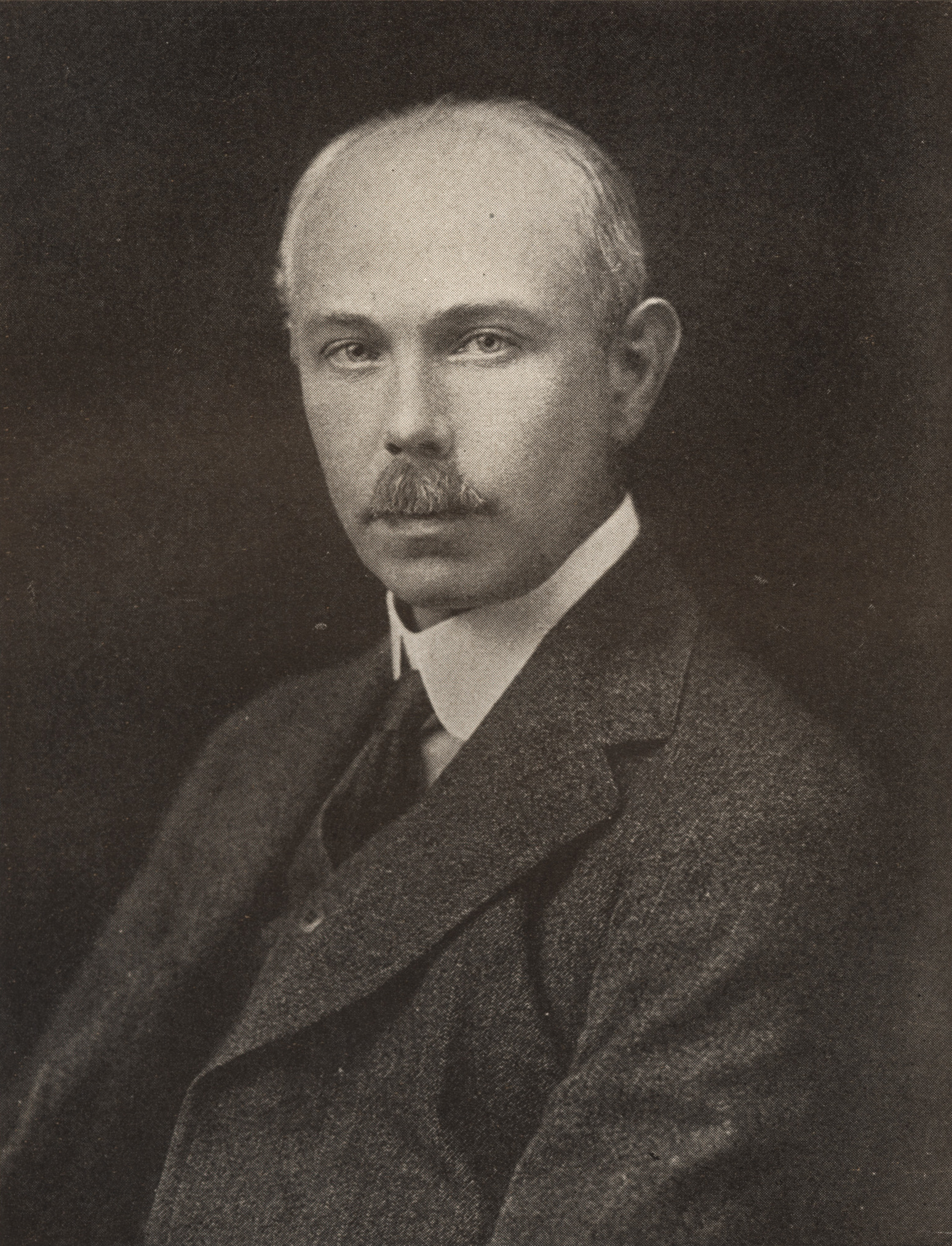
프랜시스 윌리엄 애스턴 (1920년 - 1925년)

프랜시스 윌리엄 애스턴 FRS (영어: Francis William Aston, 1877년 9월 1일 ~ 1945년 11월 20일)은 영국의 물리학자이다.
버밍엄에서 태어나 케임브리지 대학을 졸업했다. 1919년 그가 발견한 질량분석기는 원자량을 정확히 재서 무거운 원소와 가벼운 원소를 구분할 수 있는 장치였다. 애스턴은 질량분석기를 써서 거의 모든 원소가 원자 번호는 같지만 원자량이 다른 여러 동위원소의 혼합물임을 밝혔다. 이러한 업적으로 1922년 노벨 화학상을 받았다.